# 永定河特大桥 (京广高速铁路)
永定河特大桥是京广高速铁路的一座特大桥，起自北京市石景山区，上跨永定河后经北京市丰台区、房山区，到达河北省涿州市涿州东站，全长51.89公里，是京石客运专线工程最长的特大桥。
桥梁上跨永定河、大石河、北拒马河等河流，大宁水库，以及北京五环路、六环路、京港澳高速公路、廊涿高速公路等道路，以及丰沙铁路、京广铁路等铁路线。